# Ой у лузі червона калина (монета)
«Ой у лу́зі черво́на кали́на» — пам'ятна монета номіналом 5 гривень, випущена Національним банком України, присвячена українській народній пісні авторського походження, яка під час війни Росії проти України стала українським символом незламності, гімном мужнього протистояння. Народна пісня, відома з часів козаччини XVII століття, розвивалася, доповнювалася та отримала нове звучання в часи української революції на початку ХХ століття.
Монету введено в обіг 18 липня 2022 року. Вона належить до серії «Безсмертна моя Україно».

## Опис монети та характеристики
| Номінал грн. | Метал      | Маса, г | Діаметр, мм | Якість виготовлення       | Гурт     | Тираж, штук |
| ------------ | ---------- | ------- | ----------- | ------------------------- | -------- | ----------- |
| 5            | нейзильбер | 16,54   | 35,0        | спеціальний анциркулейтед | рифлений | 145 000     |

### Аверс
На аверсі монети на дзеркальному тлі розміщено: малий Державний Герб України (ліворуч), у центрі — стилізовану символічну композицію: захисники різних поколінь — козак, січовий стрілець і сучасний воїн Збройних Сил України, підіймають калину — опоетизований символ України, крона якої нагадує абриси кордонів нашої Батьківщини; написи: «А МИ ТУЮ ЧЕРВОНУ КАЛИНУ ПІДІЙМЕМО», (угорі півколом), унизу рік карбування — «2022» та півколом — «УКРАЇНА», праворуч номінал — «5» та розміщено графічний символ гривні; унизу праворуч (під номіналом) — логотип Банкнотно-монетного двору Національного банку України.

### Реверс
На реверсі монети на дзеркальному тлі розміщено: угорі півколом напис — продовження пісні: «А МИ НАШУ СЛАВНУ УКРАЇНУ, ГЕЙ, ГЕЙ, РОЗВЕСЕЛИМО!»; у центрі зображено гілку — листок і ягоди калини.

Весь тираж 145 000 монет було випущено у буклетах
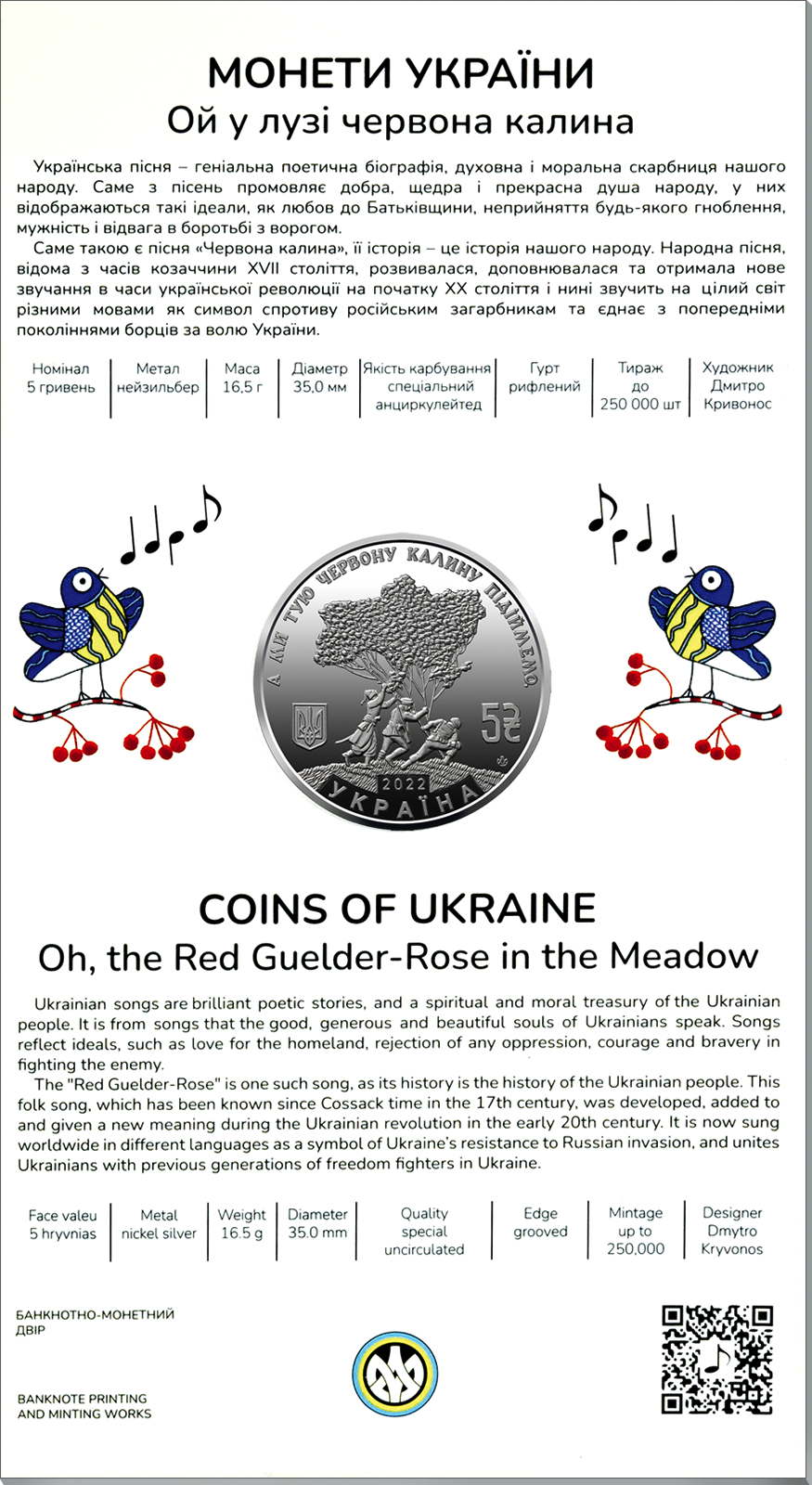
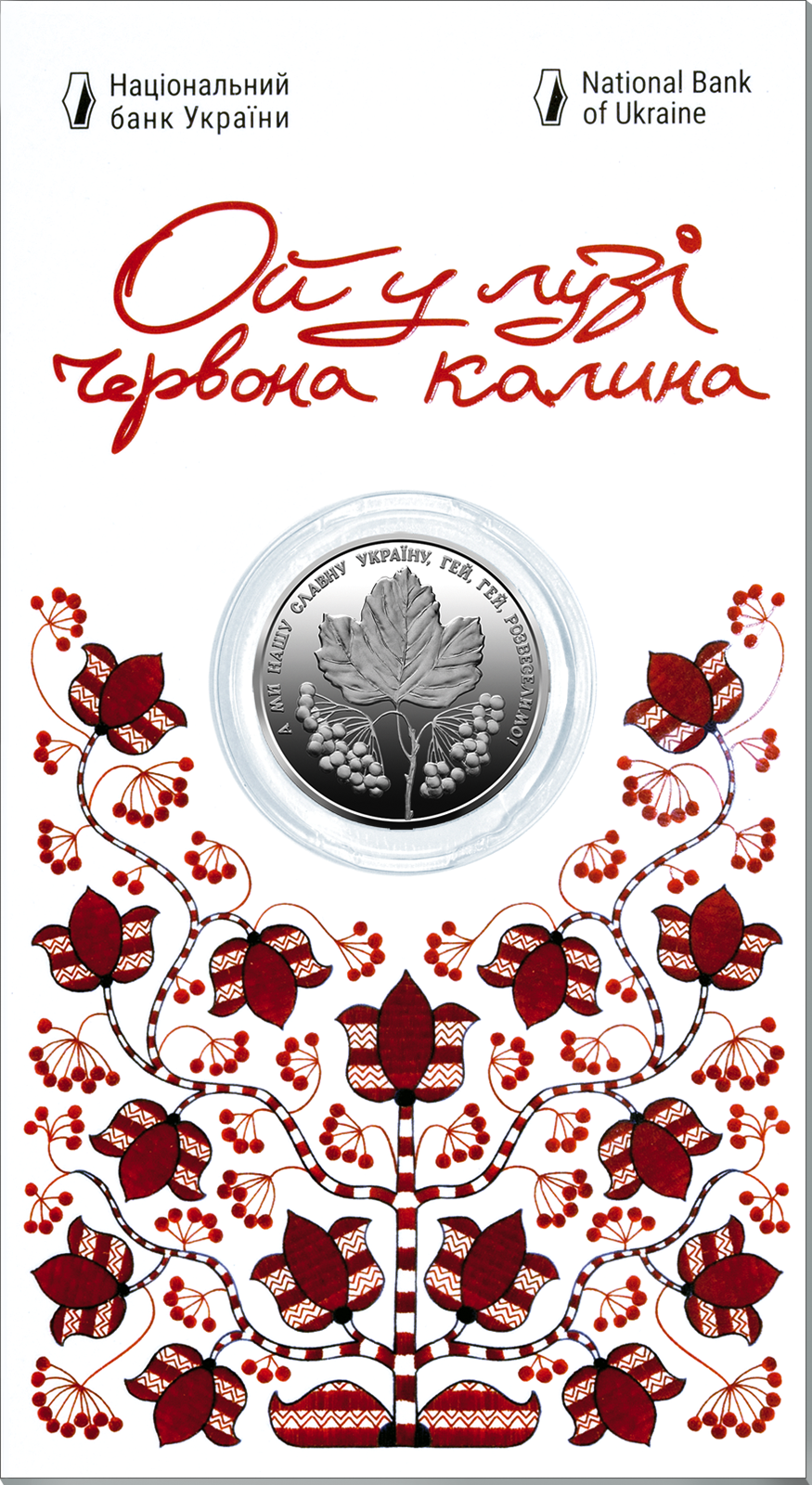

## Автори
- Художник — Кривонос Дмитро.

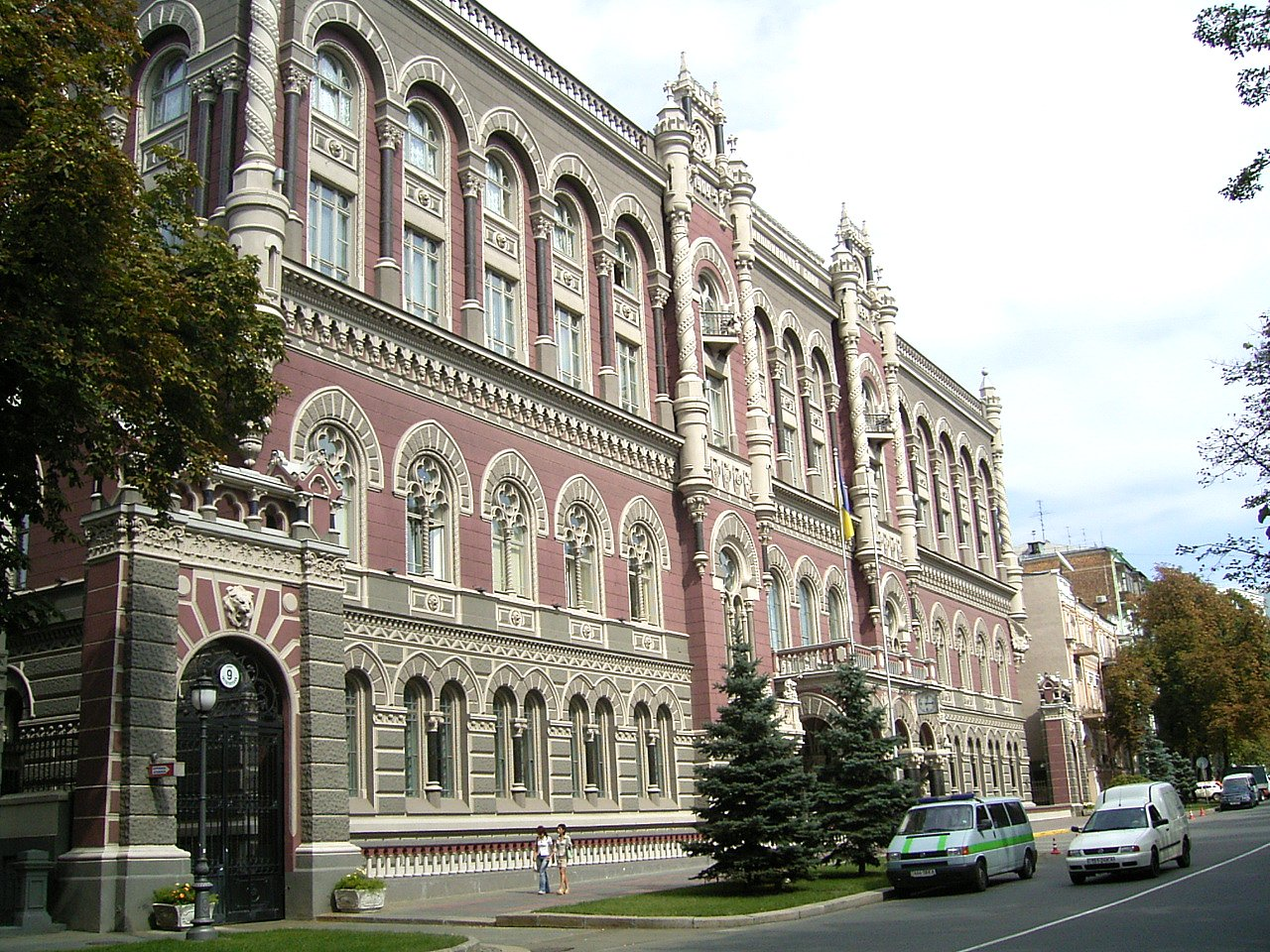
Будівля Національного банку України

- Скульптори: Іваненко Святослав, Атаманчук Володимир.

## Вартість монети
Під час введення монети в обіг 2022 року, Національний банк України реалізовував монету за ціною 133 гривні.
Фактична приблизна вартість монети, з роками змінювалася так:
| Рік       | 2023 | 2024 | 2025 |
| --------- | ---- | ---- | ---- |
| Ціна, грн | 160  | 300  | 280  |